# Leptospirose der Schweine
Die Leptospirose der Schweine ist eine bakterielle Erkrankung der Schweine. Die größte Bedeutung hat das Serovar Leptospira interrogans serovar Pomona, das auch auf Wiederkäuer übertragen werden kann und umgekehrt. Nur an das Schwein angepasst ist Leptospira borgpetersenii serovar Tarassovi, hat aber aktuell eine geringe Bedeutung. Auch Leptospira kirschneri serovar Mozdok ist wegen seiner Naturherdprävalenz zu beachten. Neuerdings wurden auch Leptospira interrogans serovar Bratislava und Leptospira interrogans serovar Muenchen in Verbindung mit Konzeptionsstörungen und Aborten nachgewiesen.

## Pathogenese
Ein wichtiges Erregerreservoir ist der Naturherd: hier sind insbesondere die Nagerarten Wanderratte, Brandmaus und andere Mäuse und Hamsterarten zu erwähnen. In feuchter und warmer Umgebung können Leptospiren lange überleben (kontaminiertes Wasser!). Über die Schleimhaut dringen die Erreger dann aktiv in den Körper ein; auch Deckinfektionen sind möglich. Es kommt in der Folge zur Bakteriämie, zur Bildung von Endotoxinen und zu einer Schädigung der Roten Blutkörperchen, des Zentralen Nervensystems, der Blutgefäße und anderer Organe. Auch Früchte können geschädigt werden. Bei der einsetzenden Immunabwehr werden fast alle Erreger abgetötet, bleiben aber in den Nierentubuli erhalten und werden über den Harn längere Zeit ausgeschieden. Besonders gefährdet sind trächtige Sauen, bei denen auch geringe Erregerzahlen gravierende Folgen haben können.

## Klinik
Hauptsymptome sind Aborte und die Geburt lebensschwacher Ferkel. Durch den langwierigen Krankheitsverlauf sterben die Früchte im Mutterleib nacheinander ab, weshalb man in den Würfen verschiedene Stadien der Entwicklung und Zersetzung erkennen kann. Die Früchte weisen Leber-Nekrosen und blutig-sulzige Unterhautinfiltrationen auf. 
Infektionen von Mastschweinen bleiben oft unbemerkt, was eine große Zoonosegefahr darstellt.

## Diagnose
Der Erreger wird angezüchtet und per Dunkelfeld- und Phasenkontrastmikroskopie nachgewiesen. Auch serologischer Nachweis ist möglich.

## Therapie und Prophylaxe
Wirksame Antibiotika sind Penicillin, Aminopenicillin, Dihydrostreptomycin (als Dihydrostreptomycin-Sulfat) und Tetracyclin. Eine Impfung ist möglich, in Deutschland aber zurzeit wegen der geringen Prävalenz nicht notwendig.

## Tierseuchengesetz
Bei der Schweineleptospirose handelt es sich um eine Meldepflichtige Tierseuche. Die Leptospirose zählt zu den Zoonosen. Grundlage der Bekämpfung sind serologische Überwachungsprogramme. Bei der Fleischbeschau gelten weiße Flecken auf der Niere als wichtiger Hinweis für Leptospirose.